# Gewone heremietkreeft
De gewone heremietkreeft (Pagurus bernhardus) is een kreeftachtige uit de orde van de tienpotigen (Decapoda). Al doet de naam anders vermoeden, het is geen echte kreeft, en ook geen echte krab. Heremietkreeften behoren tot een groep daartussenin, de Anomura, samen met onder andere de porseleinkrabjes (Porcellanidae) en de oprolkreeftjes (Galatheidae).

## Kenmerken
In tegenstelling tot echte krabben heeft de heremietkreeft een erg zacht achterlijf. Daarom zoekt het beestje bescherming in een lege schelp. Wordt deze na verloop van tijd te klein, dan zoekt hij een nieuwe, grotere behuizing.
Bij de gewone heremietkreeft is de rechterschaar altijd het grootst.

## Leefwijze
Vaak hebben gewone heremietkreeften een symbiotische relatie met zee-anemonen die zich vastzetten op hun schelp.

## Verspreiding en leefgebied
Deze soort komt voor aan de Atlantische kusten van Europa van de hoogwaterlijn tot op een diepte van 140 meter op zowel zandige als rotsachtige bodems.